# Witków Nowy (gmina)
Witków Nowy – dawna gmina wiejska w powiecie radziechowskim województwa tarnopolskiego II Rzeczypospolitej. Siedzibą gminy był Witków Nowy.
Gminę utworzono 1 sierpnia 1934 r. w ramach reformy na podstawie ustawy scaleniowej z dotychczasowych gmin wiejskich: Ordów, Płowe, Stanin, Suszno, Tarnówka, Witków Nowy, Witków Stary i Wólka Suszańska.
Po II wojnie światowej obszar gminy został odłączony od Polski i włączony do Ukraińskiej SRR.